# Edward Rinke
Edward Rinke (ur. 5 stycznia 1917 w Bydgoszczy, zm. 10 lipca 1999 tamże) – polski bokser, trener, działacz sportowy.

## Życiorys
Był synem Józefa i Marianny z domu Frąszczak. Ukończył szkołę powszechną w Bydgoszczy, a następnie przygotowywał się do pracy w handlu, początkowo jako pomocnik w Bydgoskim Domu Handlowym, gdzie pozostawał zatrudniony do wybuchu II wojny światowej. Od 1933 należał do śródmiejskiego gniazda Towarzystwa „Sokół” w Bydgoszczy. Uprawiał gimnastykę na przyrządach i boks, w tej drugiej dyscyplinie notując wkrótce sukcesy. W 1935 w barwach Polonii Bydgoszcz został mistrzem Pomorza w wadze koguciej. Walczył jako reprezentant Bydgoszczy w meczach z Gnieznem, Grudziądzem, Toruniem.
W styczniu 1940 został aresztowany przez gestapo pod zarzutem udziału w wydarzeniach krwawej niedzieli i skazany na 5 lat więzienia, przebywał w berlińskim Moabicie, potem kolejno w Szczecinie, Wejherowie i Koronowie, a od 1943 w obozie koncentracyjnym Mauthausen, gdzie doczekał wyzwolenia w 1945. Po powrocie do Bydgoszczy wrócił do zajęć sportowych, przez kilka lat pozostając bokserem Zrywu Bydgoszcz. Od 1949 zajmował się prowadzeniem młodzieży bokserskiej w Brdzie, Zawiszy i Astorii, w Zawiszy był także trenerem sekcji seniorów. Współpracował z trenerem Feliksem Stammem, był trenerem II, potem I klasy.
Wśród jego wychowanków byli medaliści imprez krajowych i światowych, a za najbardziej znanego uznać można Jerzego Adamskiego, wicemistrza olimpijskiego i mistrza Europy. Uchodził Rinke za świetnego fachowca, wymagającego nauczyciela, a zarazem mądrego, kulturalnego i życzliwego człowieka, mającego dobry kontakt z młodzieżą (wspomnienie pośmiertne G. Nowickiej, „Gazeta Pomorska”, 17 lipca 1999). W 1989 był w gronie odnowicieli bydgoskiego ruchu sokolego. W uznaniu wieloletniej pracy trenerskiej Pomorsko-Kujawski Klub Seniora Boksu nadał mu członkostwo honorowe. Był też odznaczony Srebrnym Krzyżem Zasługi i szeregiem odznak, m.in. Złotą Honorową Odznaką Polskiego Związku Bokserskiego, odznaką Zasłużony Działacz Kultury Fizycznej, odznaką „Bydgoszcz Zasłużonemu Obywatelowi”.
Był dwukrotnie żonaty, miał dwóch synów. Zmarł 10 lipca 1999 w Bydgoszczy i pochowany został na cmentarzu bydgoskiej parafii Najświętszego Serca Pana Jezusa przy ulicy Ludwikowo.